# Dimitrije Jovčić
Dimitrije Jovčić (srbsko Димитрије Јовчић), srbski zdravnik, predavatelj in akademik, * 14. oktober 1889, † 16. februar 1973.
Jovčić je deloval kot redni profesor za ortopedijo in travmatologijo na Medicinski fakulteti v Beogradu in bil dopisni član Slovenske akademije znanosti in umetnosti (od 7. februarja 1967).